# کاسیا موس
کاسیا موس (به انگلیسی: Kasia Moś) (زاده ۳ مارس ۱۹۸۷) خواننده لهستانی است.
او در مسابقه آواز یوروویژن ۲۰۱۷ نماینده لهستان بود .